# Cornelia Serrurier

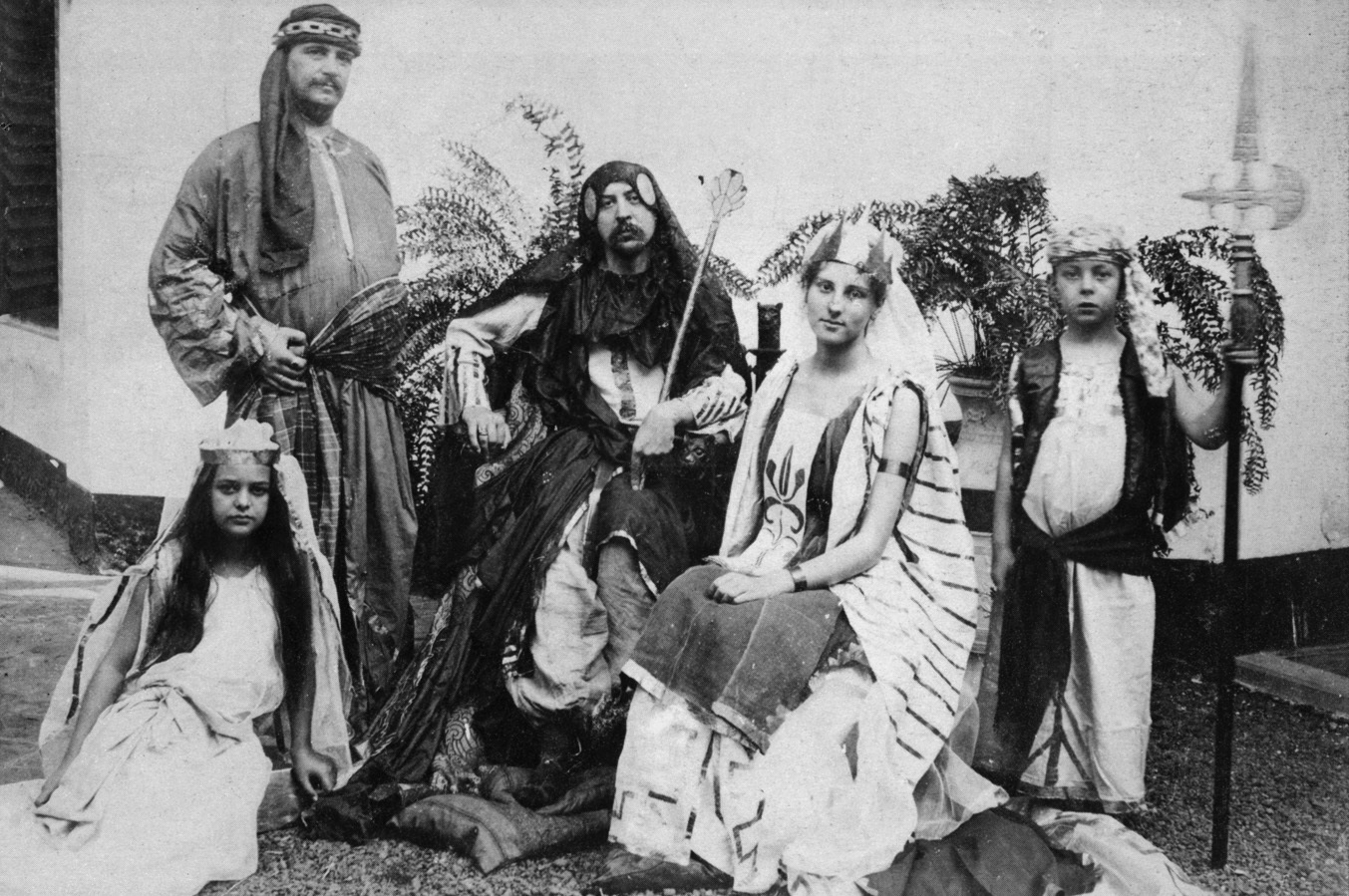
Tableau vivant met Serrurier als Ester en Louis Couperus als Ahasveros (Tegal, 1899)

Cornelia (Keetje) Serrurier (Leiden, 21 december 1879 - Nijmegen, 22 november 1962) was een Nederlands publicist en universitair docent. Zij publiceerde boeken en artikelen over Franse literatuur en cultuur en was privaatdocent Franse letterkunde aan de Universiteit Leiden. Ook was zij betrokken bij de vrouwenbeweging.

## Biografie
Cornelia Serrurier was de dochter van Lindor Serrurier en Martina Cornelia Lindo (1851-1880); ze was een kleindochter van Mark Prager Lindo. Haar geboortenaam was Lucy, maar ter nagedachtenis aan haar moeder, die minder dan drie weken na haar geboorte overleed, liet haar vader die naam veranderen in Cornelia. Haar vader was enkele jaren directeur van het 's Rijks Ethnographisch Museum, en het gezin verbleef van 1896 tot aan zijn dood op Java in 1901 in het toenmalig Nederlands-Indië.
Serrurier studeerde Franse taal- en letterkunde en promoveerde in 1912 te Lausanne op een proefschrift over de Franse filosoof Pierre Bayle. In 1914 werd ze benoemd tot privaatdocent Franse letterkunde aan de Universiteit Leiden, een ambt dat ze  op 28 januari 1914 aanvaardde met de openbare les Introduction à l'histoire de la littérature française moderne. Zij woonde en werkte een tijd in Parijs, waar zij een studie schreef over bibliotheken in Frankrijk.
Zij publiceerde tussen 1911 en 1950 met regelmaat boeken, artikelen, vertalingen en boekbesprekingen, onder andere in De Gids. Zij schreef meestal over Franse literatuur en cultuur en publiceerde boeken over de filosofen en wiskundigen Pascal en Descartes, de tuinarchitect Le Nôtre, en over Franse saloncultuur. Zij werd in het interbellum gerespecteerd als een kundig en vaardig schrijfster.
Serrurier was actief in het culturele en maatschappelijke leven en was betrokken bij de vrouwenbeweging. Voor de grote tentoonstelling “De vrouw 1813-1913" was ze samen met o.a. Carry van Bruggen verantwoordelijk voor de totstandkoming van de sectie 'literatuur'. Ze was een van de eerste bestuursleden van het in 1926 opgerichte Fonds Doctor Catherine van Tussenbroek, dat geld beschikbaar stelt voor wetenschappelijk onderzoek door Nederlandse vrouwen. Tussen 1913 en 1925 was ze secretaris van het bestuur van de Maatschappij der Nederlandse Letterkunde.
In 1953 kreeg Serrurier, als lid van de raad van de Leidse universiteit, een Franse onderscheiding en werd ze benoemd tot ridder in het Legioen van Eer. Ze was zelf niet aanwezig bij de overhandiging.

## Publicaties (selectie)
- Pierre Bayle en Hollande. Étude historique et critique. (Proefschrift, 1912)
- Introduction à l'histoire de la littérature française moderne. Leçon publique faite le 28 janvier 1914
- In memoriam R. N. L. Mirandolle (1914)
- De Pensées van Pascal (1919)
- Descartes: leer en leven (1930). In 1951 vertaald als: Descartes, l'homme et le penseur
- Bibliothèques de France. Description de leurs fonds et historique de leur formation (1946)
- Fransche letterkundige salons van voorheen (1947)
- De hoofse gaardenier: André le Nôtre (1950)
- Cecile van Benjamin Constant. Vertaling uit het Frans (1954)

- Bibliothèque nationale de France: cb12938114h (data)
- Digitale Bibliotheek voor de Nederlandse Letteren: serr009
- International Standard Name Identifier: 0000 0001 1036 2628
- Library of Congress Control Number: no2005010910
- Nederlandse Thesaurus van Auteursnamen: 070746702
- Système universitaire de documentation: 05688978X
- Virtual International Authority File: 5062307
- WorldCat: E39PBJqVWkjghTtqKPFVcV74MP